# Пироджпур (округ)
Пироджпур (бенг. পিরোজপুর জেলা, англ. Pirojpur District) — округ на юге Бангладеш, в области Барисал. Образован в 1984 году. Административный центр — город Пироджпур. Площадь округа — 1308 км². По данным переписи 2001 года население округа составляло 1 126 525 человек. Уровень грамотности взрослого населения составлял 55,8 %, что выше среднего уровня по Бангладеш (43,1 %). Религиозный состав населения: мусульмане — 79,01 %, индуисты — 20,91 %.

## Административно-территориальное деление
Округ состоит из 7 подокругов.
Подокруга (центр)
1. Пироджпур-Садар (Пироджпур)
2. Несарабад (Несарабад)
3. Матхбария (Матхбария)
4. Бхандария (Бхандария)
5. Зианогар[источник не указан 5054 дня]
6. Назирпур (Назирпур)
7. Кавкхали (Кавкхали)